# Sovrani di Guastalla
Elenco dei sovrani che si sono succeduti sulla contea e poi sul Ducato di Guastalla.

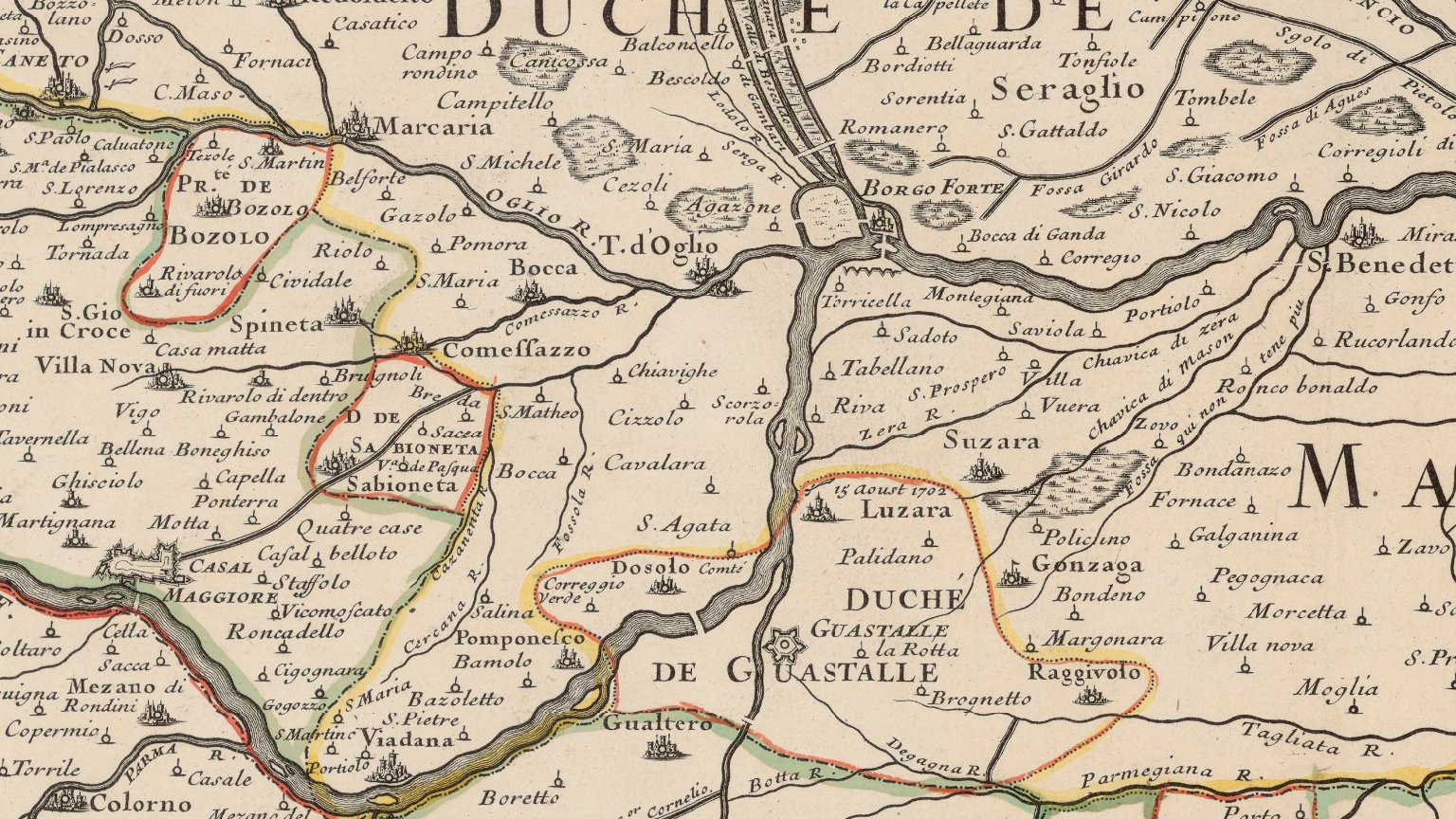
Ducato di Guastalla

## Signori di Guastalla (1307-1428)

Stemma Da Correggio

- Giberto III da Correggio 1307-1321
- Simone da Correggio 1321-1346 con
  - Guido da Correggio con
  - Azzone da Correggio con
  - Giovanni da Correggio

al Ducato di Milano (1346-1403)
- Ottone Terzi 1403-1406
- Guido Torelli 1406-1428

## Conti di Guastalla (1428-1621)

Stemma Torelli

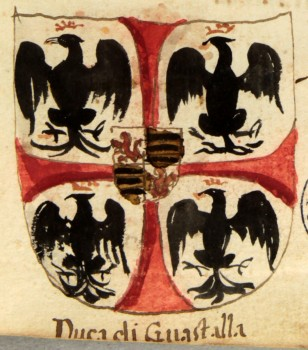
Stemma Gonzaga di Guastalla

- Guido Torelli 1428-1449
- Cristoforo Torelli 1449-1456 con
  - Pietro Guido I Torelli 1449-1456

prima suddivisione dei domini della casata dei Torelli (1456)
- Pietro Guido I Torelli 1456-1460
- Guido Galeotto Torelli 1460-1480 con
  - Francesco Maria Torelli 1460-1480

seconda suddivisione dei domini della casata dei Torelli (1480)
- Francesco Maria Torelli 1480-1486
- Pietro Guido II Torelli 1486-1494
- Achille Torelli 1494-1522
- Ludovica Torelli 1522-1539

vendita della contea a Ferrante I Gonzaga
- Ferrante I Gonzaga 1539-1557
- Cesare I Gonzaga 1557-1575
- Ferrante II Gonzaga 1575-1621

## Duchi di Guastalla (1621-1859)
| Nome | Immagine            | Nascita             | Morte               | Regno               | Regno               | Matrimoni                                                                                            | Note |
| Nome | Immagine            | Nascita             | Morte               | Inizio              | Fine                | Matrimoni                                                                                            | Note |
| Periodo Gonzaghesco | Periodo Gonzaghesco | Periodo Gonzaghesco | Periodo Gonzaghesco | Periodo Gonzaghesco | Periodo Gonzaghesco | Periodo Gonzaghesco                                                                                  | Periodo Gonzaghesco |
| --- | ------------------- | ------------------- | ------------------- | ------------------- | ------------------- | --- | --- |
| Ferrante II Gonzaga |                     | 1563                | 5 agosto 1630       | 2 luglio 1621       | 5 agosto 1630       | Vittoria Doria sette figli e quattro figlie                                                          | Già conte di Guastalla dal 15 febbraio 1575 |
| Cesare II Gonzaga |                     | 1592                | 26 febbraio 1632    | 5 agosto 1630       | 26 febbraio 1632    | Isabella Orsini due figli                                                                            | Figlio di Ferrante II |
| Ferrante III Gonzaga |                     | 4 aprile 1618       | 11 gennaio 1678     | 26 febbraio 1632    | 11 gennaio 1678     | Margherita d'Este due figlie                                                                         | Figlio di Cesare II |
| Ferdinando Carlo Gonzaga-Nevers |                     | 31 agosto 1652      | 5 luglio 1708       | 11 gennaio 1678     | 1693                | (1) Anna Isabella Gonzaga nessun figlio (2) Susanna Enrichetta di Lorena nessun figlio               | Genero di Ferrante III. Già Duca di Mantova. Venne deposto dall'imperatore Leopoldo I che investì del titolo ducale il cognato Vincenzo |
| Vincenzo Gonzaga |                     | 1634                | 28 aprile 1714      | 1693                | 28 aprile 1714      | (1) Teodora Porzia Guidi di Bagno nessun figlio (2) Maria Vittoria Gonzaga due figli e cinque figlie | Figlio di Andrea Gonzaga, a sua volta figlio di Ferrante II, e cognato di Ferdinando Carlo. Tra il 1702 e il 1704, durante la Guerra di successione spagnola, il Ducato venne occupato dalla Francia.                                                                        |
| Antonio Ferrante Gonzaga |                     | 9 dicembre 1687     | 30 aprile 1729      | 28 aprile 1714      | 30 aprile 1729      | (1) Margherita Cesarini nessun figlio (2) Teodora d'Assia-Darmstadt nessun figlio                    | Figlio di Vincenzo |
| Giuseppe Maria Gonzaga |                     | 20 aprile 1690      | 15 agosto 1746      | 30 aprile 1729      | 15 agosto 1746      | Eleonora Carlotta di Schleswig-Holstein nessun figlio                                                | Fratello minore di Antonio Ferrante. Dal 1739 fu posto sotto la reggenza della moglie, poiché inabile a regnare a causa di una malattia mentale. Tra il 1734 e il 1738, durante la Guerra di successione polacca, il Ducato fu occupato dalla coalizione franco-ispano-sarda |
| Periodo Imperiale |                     |                     |                     |                     |                     | | |
| Nel 1746, alla morte senza eredi del duca Giuseppe Maria, il Ducato ritornò al Sacro Romano Impero, nella figura dell'imperatrice Maria Teresa. Guastalla restò dominio asburgico sino al Trattato di Aquisgrana del 1748, quando venne ceduto insieme al Ducato di Parma e Piacenza a Filippo di Borbone |                     |                     |                     |                     |                     | | |
| Primo periodo Parmense |                     |                     |                     |                     |                     | | |
| Filippo I di Borbone-Parma |                     | 15 marzo 1720       | 15 luglio 1765      | 18 ottobre 1748     | 15 luglio 1765      | Luisa Elisabetta di Francia un figlio e due figlie                                                   | Figlio di Filippo V di Spagna e di Elisabetta Farnese |
| Ferdinando I di Borbone-Parma |                     | 20 gennaio 1751     | 9 ottobre 1802      | 18 luglio 1765      | 9 ottobre 1802      | Maria Amalia d'Austria due figli e cinque figlie                                                     | Figlio di Filippo I. Fu costretto a cedere i suoi domini alla Francia con il Trattato di Aranjuez del 1801 |
| Periodo Napoleonico |                     |                     |                     |                     |                     | | |
| Sotto la Repubblica Francese dal 24 ottobre 1802 al 18 maggio 1804 |                     |                     |                     |                     |                     | | |
| Parte dell'Impero Francese dal 18 maggio 1804 al 24 maggio 1806 |                     |                     |                     |                     |                     | | |
| Paolina Bonaparte |                     | 20 ottobre 1780     | 9 gugnio 1825       | 30 marzo 1806       | 24 maggio 1806      | Camillo Filippo Ludovico Borghese nessun figlio                                                      | Principessa e Duchessa di Guastalla a rendita concessa dal cognato Napoleone I nella veste di Re d'Italia. |
| Parte del Regno d'Italia dal 24 maggio 1806 sino al 25 maggio 1814 |                     |                     |                     |                     |                     | | |
| Secondo periodo Parmense |                     |                     |                     |                     |                     | | |
| Maria Luigia d'Asburgo-Lorena |                     | 12 dicembre 1791    | 17 dicembre 1847    | 11 aprile 1814      | 17 dicembre 1847    | Napoleone I Bonaparte un figlio                                                                      | Ex-Imperatrice dei Francesi. Divenne Duchessa di Parma, Piacenza e Guastalla, a titolo personale, dopo il Congresso di Vienna. |
| Periodo Modenese |                     |                     |                     |                     |                     | | |
| Francesco I d'Asburgo-Este |                     | 1 giugno 1819       | 20 novembre 1875    | 17 dicembre 1847    | 11 giugno 1859      | Adelgonda di Baviera una figlia                                                                      | Già Duca di Modena e Reggio come Francesco V. Ottenne il Ducato di Guastalla in forza del Trattato di Firenze del 1844 |